# Trận Kalavrye
Trận Kalavrye (hay còn gọi là Kalavryai hoặc Kalavryta), diễn ra vào năm 1078, giữa quân đội Đông La Mã được chỉ huy bởi tướng (hoàng đế tương lai) Alexios Komnenos và lực lượng nổi dậy của tổng đốc Dyrrhachium, Nikephoros Bryennios Lớn Tuổi. Bryennios đã nổi dậy chống lại Michael VII Doukas (r. 1071–1078) và giành được chiến thắng nhờ sự ủng hộ của các quân đoàn Đông La Mã thường trực ở bán đảo Balkan. Ngay cả sau khi giới quý tộc ở kinh đô lật đổ Doukas và đưa Nikephoros III Botaneiates (r. 1078-1081) lên ngôi, Bryennios vẫn tiếp tục cuộc nổi dậy của mình, và đe dọa cả thành Constantinopolis. Sau khi các cuộc đàm phán thất bại, Botaneiates đã cử viên tướng trẻ Komnenos Alexios cùng với những lực lượng mà ông có thể tập hợp được để đối đầu với quân nổi dậy.
Hai đội quân gặp nhau ở Kalavrye bên dòng sông Halmyros. Alexios có lực lượng ít hơn hẳn và thiếu kinh nghiệm chiến trường, đã cố gắng phục kích lực lượng của Bryennios. Cuộc phục kích thất bại và quân hoàng gia bị đẩy lùi bởi các lực lượng nổi dậy. Alexios và các tùy tướng đã gần như không thể đột phá vòng vây thoát ra, nhưng may mắn đã kịp thời tập họp lại tàn quân sau đó. Đồng thời, quân lính của Bryennios dường như rơi vào hỗn loạn sau chiến thắng, một phần nữa là do cuộc tấn công lẫn nhau bởi đồng minh Pecheneg của họ gây ra. Được sự tăng viện từ lính đánh thuê Thổ Nhĩ Kỳ, Alexios đã dụ quân đội của Bryennios vào trận tuyến mai phục của mình, sau khi giả vờ tháo chạy. Quân nổi đậy tan vỡ và Bryennios bị bắt sống.
Trận chiến được biết đến chi tiết thông qua hai văn kiện, Alexiad của Anna Komnenos, và các tư liệu lịch sử của chồng cô, Nikephoros Bryennios Trẻ Tuổi, vốn chịu ảnh hưởng lớn từ tác phẩm của Anna. Đây là một trong số ít những trận đánh của Đế quốc Đông La Mã được miêu tả chi tiết, và là một trong những tư liệu quý giá để nghiên cứu chiến thuật tác chiến của Quân đội Đông La Mã vào cuối thế kỷ 11.

## Bối cảnh

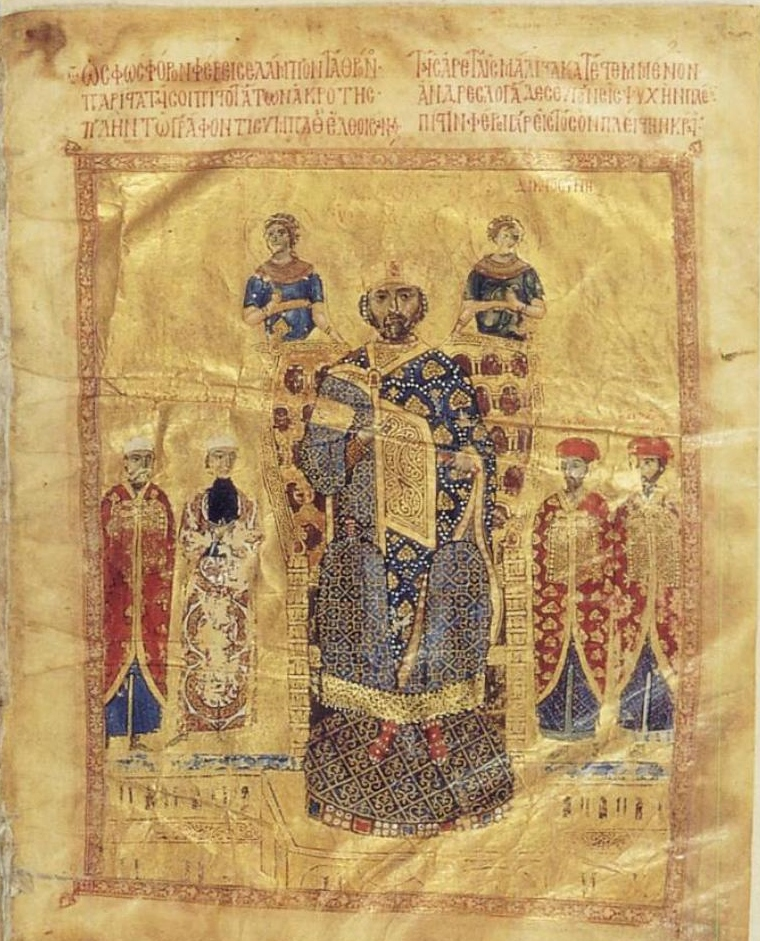
Tranh Nikephoros III Botaneiates cùng với triều đình của mình.

Sau thất bại ở Manzikert trước người Thổ Nhĩ Kỳ Seljuk và cuộc chính biến lật đổ Romanos IV Diogenes (r. 1068–1071), Đế quốc Đông La Mã liên tục lâm vào khủng hoảng và nội loạn trong suốt một thập kỷ. Quân đội đã tan vỡ ở mặt trận phía đông, Tiểu Á bị tàn phá và dẫn dần rơi vào tay người Thổ Nhĩ Kỳ. Ở Balkan, các cuộc tấn công của người Pecheneg và Cuman đã tàn phá Bulgaria, trong khi các hoàng tử Serbia đã không còn liên minh với đế quốc.
Triều đại của Michael VII Doukas (r. 1071-1078) đã thất bại trong việc đối phó với tình hình một cách triệt để và nhanh chóng mất đi sự ủng hộ của tầng lớp quý tộc quân sự. Hai trong số các tướng lĩnh cấp cao, Nikephoros Bryennios Lớn Tuổi, doux của Dyrrhachium và Nikephoros Botaneiates, strategos của Theme Anatolic đều được binh lính dưới quyền tôn làm hoàng đế. Bryennios đưa quân từ Dyrrhachium tiến về hướng kinh đô Constantinopolis, liên tiếp giành chiến thắng trên đường đi và được các quân đoàn Đông La Mã ở Balkan ủng hộ. Bryennios đã cử người tới đàm phán hòa bình có điều kiện, nhưng Michael VII đã từ chối đề nghị của hắn, vì vậy Bryennios cử anh trai của mình, John tới bao vây Contantinopolis. Không thể vượt qua các bức tường thành vững chắc, quân nổi dậy nhanh chóng tháo lui. Thất bại này đã dẫn đến việc giới quý tộc kinh đô quay sang ủng hộ tướng Botaneiates. Tháng ba năm 1078, Michael VII đã buộc phải thoái vị và lui về làm một tu sĩ, và Nikephoros Botaneiates đã tiến quân vào trong thành phố để lên ngôi hoàng đế.
Lúc đầu, Botaneiates thiếu hụt lực lượng để có thể chống lại Bryennios, trong lúc đó đã củng cố sự kiểm soát của mình ở khu vực Thrace, cô lập kinh đô với các khu vực khác ở Balkan. Vì vậy, Botaneiates đã gửi một sứ bộ do proedros Constantine Choirosphaktes, một nhà ngoại giao kỳ cựu dẫn đầu, tới tiến hành đàm phán với Bryennios. Đồng thời, ông bổ nhiệm một viên tướng trẻ là Alexios Komnenos làm tổng chỉ huy quân đội, và tìm kiếm sự trợ giúp từ phía Sultan Suleiman, người đã gửi tới 2000 chiến binh cưỡi ngựa và hứa sẽ gửi tới nhiều hơn nữa. Trong thông điệp của mình gửi tới Bryennios, Botaneiates (lúc này ông đã 76 tuổi khi ngồi lên ngai vàng) đề nghị phong cho ông danh hiệu Caesar và là người thừa kế ngai vàng. Bryennios đồng ý về các nguyên tắc cơ bản, nhưng muốn thêm vào một số điều kiện của riêng mình, và gửi đại sứ trở lại Contantinopolis để xác nhận. Botaneiates đã từ chối điều kiện của Bryennios bởi ông cho rằng đàm phán chỉ thuận lợi trong một khoảng thời gian nhất định, và ra lệnh cho Alexios Komnenos chuẩn bị chiến dịch chống lại quân nổi loạn.

## Tương quan lực lượng

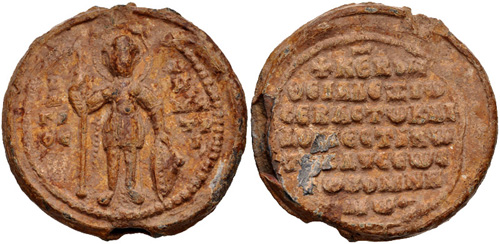
Con dấu của Alexios Komnenos với tiêu đề "Người bảo vệ phía tây"

Quân của Bryennios đã cắm trại ở vùng đồng bằng Kedoktos (một tên xuất phát từ tiếng Latin: aqueductus) trên đường đến Constantinopolis. Quân đội của ông bao gồm 12.000 người, chủ yếu là các trung đoàn (tagmata) của Thessaly, Macedonia và Thrace, cũng như lính đánh thuê Frank và các tagma Hetaireia.Trong khi đó, lực lượng của Alexios bao gồm 2.000 kị binh bắn cung Thổ Nhĩ Kỳ, 2.000 quân Chomatenoi từ Tiểu Á, vài trăm hiệp sĩ Frank từ Ý, và đội quân Bất Tử, được lập ra bởi tể tướng của Michael VII, Nikephoritzes với dự định đây sẽ là lực lượng chủ lực ưu tú nhất của quân đội đế quốc. Ước tính tổng số lực lượng của Alexios khác nhau, từ 5,500-6,500 (Haldon) tới 8,000-10,000 (Birkenmeier), nhưng rõ ràng là Alexios đang ở thế bất lợi hơn so với Bryennios, không chỉ vì lực lượng của mình ít hơn hẳn, mà còn vì quân của ông ít kinh nghiệm hơn so với các đội quân kì cựu của Bryennios.
Lực lượng Alexios được tập hợp ở Constantinopolis và cắm trại trên bờ sông Halmyros (phía tây Herakleia, ngày nay là Marmara Ereğlisi), gần pháo đài Kalavrye (tiếng Hy Lạp: Καλαβρύη). Ông đã không củng cố trại đóng quân của mình, có lẽ bởi quân lính của mình đã quá mệt mỏi hoặc ông không muốn thừa nhận sự yếu kém về lực lượng trước toàn thể quân đội của mình. Sau đó, ông gửi các đồng minh Thổ Nhĩ Kỳ của mình đi trinh sát cách bố trí, sức mạnh và kế hoạch của Bryennios. Gián điệp của Alexios dễ dàng thực hiện nhiệm vụ của mình, nhưng vào đêm trước cuộc chiến, một số đã bị bắt và Bryennios cũng đã được thông báo về sức mạnh của Alexios.

## Trận chiến

### Kế hoạch và việc bố trí ban đầu

Bố trí quân lực hai bên lúc bắt đầu cuộc chiến, sau khi cuộc phục kích của Alexios thất bại.

Bryennios bố trí quân đội của ông theo ba cánh điển hình, mỗi cánh chi quân làm hai hàng, theo như các hướng dẫn về cách bố trí lực lượng vốn được sử dụng trong quân đội Đông La Mã. Cánh hữu do anh trai John của ông ta chỉ huy, là 5.000 tinh binh và lính đánh thuê Frank, các kị binh Thessaly, đơn vị Hetaireia, và quân đoàn Maniakatai (con cháu của các cựu binh trong các đội quân của George Maniakes từng tham chiến ở Sicily và Italy). Cánh tả, gồm 3.000 quân từ Thrace và Macedonia, đã được đặt dưới quyền chỉ huy của tướng Katakalon Tarchaneiotes, và cánh quân trung tâm, do Bryennios tự mình chỉ huy, bao gồm 3000-4000 binh lính Thessaly, Thrace và Macedonia. Một lần nữa, theo như các học thuyết tiêu chuẩn, ông triển khai cách lực lượng chính khoảng nửa cây số ("hai sân vận động") một đội hyperkerastai (lính yểm trợ) Pecheneg.
Alexios triển khai đội quân nhỏ của mình gần trại Bryennios, và chia làm hai cánh. Cảnh tả, do phải đối mặt với lực lượng mạnh nhất của Bryennios, nên Alexios đã tự mình chỉ huy, và đặt các hiệp sĩ Frank bảo vệ sườn phải trong khi lữ đoàn Athanatoi bảo vệ sườn trái. Tướng Constantine Katakalon chỉ huy cánh hữu, bao gồm các đơn vị Chomatenoi và lính đánh thuê Thổ Nhĩ Kỳ. Sau này, trong Alexiad, vai trò của đội quân yểm trợ (plagiophylakes) đã được nhắc đến: quan sát và chống lại các kị binh Pecheneg. Ngược lại, cánh tả của Alexios được tăng cường thêm lính Athanatoi vào sườn trái, nhằm làm chuyển lực chú ý của quân địch khỏi cánh hữu vốn yếu và ít hơn. Nhận thấy sức mạnh của mình kém hơn nhiều so với quân nổi dậy, Alexios buộc phải dàn quân lính phòng thủ. Cơ hội thành công duy nhất chỉ xảy ra khi mà ông có thể bảo vệ được phòng tuyến của mình, che đi sơ hở ở cánh hữu, làm quân của Bryennios tấn công cánh trái vốn được bảo vệ chắc chắn của ông phải tháo lui và tin rằng ông có một lực lượng mạnh.

### Quân đội của Alexios tan vỡ

Giai đoạn hai của trận chiến: cánh hũu của Alexios hoàn toàn bị bao vây không thể đột phá vòng vây. Tuy nhiên, quân Penecheg đồng minh của Bryennios đã bất ngờ quay ngược lại cướp trại lính của quân nổi dậy, gây rối loạn các đội hậu quân nổi dậy.

Khi các đội quân nổi dậy ồ ạt tràn tới tấn công, quân của Alexios nhanh chóng đánh bật các đợt tấn công này lại từ các vị trí đóng quân chắc chắn. Các đợt tấn công ban đầu của quân nổi dậy chịu một số tổn thất, nhưng Bryennios (theo Alexiad, em trai John của ông, người chỉ huy cánh phải) đã tăng cường thêm một lực lượng mạnh tấn công vào hàng thứ hai của quân Alexios. Sườn của Alexios đã bị chọc thủng; quân của Alexios tan chạy trong hỗn loạn, ngay cả đơn vị Athanatoi, ai cũng hoảng sợ và bỏ chạy, vứt bỏ cả cờ hiệu mà chạy. Mặc dù phải chịu một số thương vong do lính của Bryennios truy đuổi, nhưng hầu hết binh lính Đông La Mã đã chạy thoát được tới chỗ hậu quân của Alexios.
Lúc này, Alexios đang chiến đấu bên cạnh các tùy tướng và những hiệp sĩ Frank nên không nhận ra cánh tả của mình đã tan vỡ. Lính Chomatenoi ở cánh hưu trong khi đang giao chiến với quân nổi dậy do tướng Tarchaneiotes chỉ huy, đã bị đánh tạt sườn và sau lưng bởi các kị binh du mục Pecheneg, bằng cách nào đó đã thoát khỏi tầm kiểm soát của quân Thổ Nhĩ Kỳ đồng minh với Alexios. Các đơn vị Chomatenoi vỡ trận và tháo chạy hỗn loạn, và số phận của Alexios dường như đã đến hồi kết. Đột nhiên, các kị binh Pechenegs không tiếp tục truy quét tàn quân của Alexios, thay vào đó quay trở lại và bắt đầu cướp bóc chính trại lính của Bryennios. Sau khi đã cướp bóc những gì có thể cướp được, họ rời khỏi trận chiến và quay về nhà.
Tuy nhiên, chiến thắng của Bryennios dường như đã được định đoạt, quân Frank và Alexios đã bị vây kín bởi quân lính của Bryennios. Đó cũng là lúc Alexios nhận ra tình thế của mình. Tuyệt vọng khi đối mặt với thất bại (theo Bryennios The Younger, Alexios đã không vâng lệnh triều đình chờ quân tiếp viện Thổ Nhĩ Kỳ tới và lo sợ Botaneiates trừng phạt), Alexios quyết định lao thẳng vào hàng ngũ binh lính của Bryennios để liều chết, nhưng một tùy tướng đã thuyết phục ông đánh mở đường máu để rút lui. Chỉ còn có sáu tùy tướng còn ở bên cạnh Alexios, ông sau đó đã cùng họ đánh mở đường máu băng qua kẻ thù rồi vòng ra phía sau. Do nhầm lẫn vị trí, như một kết quả của cuộc tấn công của các kị binh Pecheneg vào trại quân nổi loạn, Alexios nhìn thấy con ngựa chiến của Bryennios đang được hai tay kiếm nổi loạn đưa tới nơi an toàn khỏi cuộc hỗn loạn. Alexios và các tùy tướng ngay sau đó liền chiếm giữ con ngựa và mang nó ra khỏi chiến trường.
Khi chạy được tới một ngọn đồi nơi hậu quân của ông đang đóng giữ, Alexios ra lệnh tập hợp các tàn quân lại. Ông gửi sứ giả đến tập hợp những binh lính tháo chạy tan tác của mình bằng thông tin rằng Bryennios đã bị giết chết, và con ngựa chiến của ông ta như là một bằng chứng. Sĩ khí binh lính cũng tăng nhanh khi quân tiếp viện Thổ Nhĩ Kỳ đã tới được chiến trường. Trong lúc đó, quân đội của Bryennios đã bao vây các kị binh Frank của Alexios,buộc họ phải đầu hàng. Tuy nhiên, quân nổi dậy đã trở nên hoàn toàn rối loạn, với các đơn vị hỗn hợp và hàng ngũ rối loạn. Quân dự trữ của Bryennios bị đánh tan bởi các cuộc tấn công của người Pecheneg, trong khi tiền quân lại chủ quan cho rằng cuộc chiến đã kết thúc.

### Alexios phản công

Giai đoạn cuối của trận chiến: Alexios tập hợp lại quân đội, tấn công lực lượng của Bryennios, và dồn họ vào trận địa mai phục. Quân nổi dậy tan vỡ, và Bryennios bị bắt sống.

Sau khi tập hợp và chấn chỉnh lại hàng ngũ những đơn vị còn lại của mình, và nhận ra sự sơ hở trong lực lượng của Bryennios, Alexios quyết định phản công. Kế hoạch ông đặt ra dựa trên sức mạnh và các kỹ năng đặc biệt của nhũng cung thủ kị binh Thổ Nhĩ Kỳ. Ông chia lực lượng của mình vào ba đội, trong đó có hai được đặt ở phía sau trong cuộc phục kích. Mặt khác, tướng Alexios đặt các đơn vị Chomatenoi và Athanatoi dưới sự chỉ huy trực tiếp của mình, ông không dàn trận theo một hàng dài mà chia họ thành các nhóm nhỏ, xếp xen kẽ với các nhóm cung thủ kị binh Thổ Nhĩ Kỳ. Các đội quân Đông La Mã sẽ tấn công vào quân nổi dậy rồi giả vờ tháo lui, dụ địch vào trận tuyến phục kích.
Cuộc tấn công của Alexios bước đầu làm quân đội của Bryennios bất ngờ và bị động. Nhưng là những đơn vị vốn dày dặn kinh nghiệm, quân nổi dậy sớm ổn định lại và đẩy lùi cuộc tấn công của quân Đông La Mã. Quân đội Đông La Mã, đặc biệt là các kị binh bắn cung Thổ Nhĩ Kỳ, đã áp dụng triệt để chiến thuật tiêu hao, tránh chạm trán trực tiếp và kéo dài với kẻ thù. Họ ồ ạt tấn công kẻ thù và sau đó nhanh chóng rút lui, tránh bị tổn thất nặng nề. Nhờ đó, họ giữ được khoảng cách với kẻ thù, làm tiêu hao bớt sinh lực địch và làm suy yếu sự liên kết giữa các đơn vị quân nổi dậy. Một số binh lính Đông La Mã đã dũng cảm tấn công thẳng vào Bryennios, buộc phần lớn quân nổi dậy phải vây quanh để bảo vệ an toàn cho ông ta.
Khi trận chiến đã tới được vị trí của cuộc mai phục, Alexios liền ra lệnh cho hai đơn vị còn lại từ hai bên tấn công, mà theo như Alexiad đã ví là "cuộc tấn công của bầy ong bắp cày". Hai đơn vị Đông La Mã tấn công vào hai bên quân nổi dậy, hò reo ầm ĩ và bắn ra hàng loạt mũi tên, làm cho quân nổi dậy hoảng loạn và sụt giảm nhuệ khí nghiêm trọng. Bất chấp mọi nỗ lực của Bryennios và anh trai để ổn định lại hàng ngũ quân đội, nhưng binh lính của họ đã vỡ trận và tháo chạy hỗn loạn. Khi các đơn vị hậu quân của họ nhìn thấy cảnh này cũng nhanh chóng tan vỡ và bỏ chạy. Hai anh em Bryennios cố gắng để tập hợp một đội quân lập hàng phòng thủ ở phía sau nhưng vô hiệu. Quân Đông La Mã nhanh chóng chọc thủng phòng tuyến của quân nổi dậy và bắt sống hai anh em Bryennios.

## Hậu quả
Trận chiến đã đánh dấu chấm hết cho cuộc nổi dậy của Bryennios, mặc dù sau đó Nikephoros Basilakes đã tập hợp các tàn quân còn lại của Bryennios để giành lấy ngai vàng cho mình. Ông nhanh chóng bị đánh bại bởi Alexios, người sau đó đã đánh đuổi quân Penecheg ra khỏi Tharce. Nikephoros Bryennios Elder bị chọc mù mắt theo lệnh trừng phạt của Botaneiates, nhưng hoàng đế đã bày tỏ lòng thương hại đối với ông ta bằng việc khôi phục lại danh hiệu và tài sản cho Bryennios. Sau khi Alexios lên ngôi năm 1081, Bryennios còn được trọng dụng và vinh danh cao hơn. Ông thậm chí còn thuộc đội ngũ sĩ quan của Alexios trong chiến dịch chống lại quân Penecheg, và đã bảo vệ thành công Adrianopolis trước một cuộc nổi loạn vào năm 1095. Con trai hoặc có thể là cháu trai của ông, Nikephoros Bryennios the Younger, đã kết hôn với con gái của Alexios Komnenos, công chúa Anna Komnenos. Ông trở thành một vị tướng nổi tiếng ở triều đại của Alexios, cuối cùng được phong đến danh hiệu "Caesar", và đồng thời cũng là một nhà sử học.

### Trích dẫn
1. ↑  Haldon 2001, tr. 128.
2. ↑  Birkenmeier 2002, tr. 58.
3. ↑  Haldon 2001, tr. 128; Tobias 1979, tr. 201.
4. ↑  Tobias 1979, tr. 193–194.
5. ↑  Birkenmeier 2002, tr. 27–29, 56; Treadgold 1997, tr. 603–607.
6. ↑  Birkenmeier 2002, tr. 56; Tobias 1979, tr. 194–195; Treadgold 1997, tr. 607.
7. ↑  Tobias 1979, tr. 195–197; Treadgold 1997, tr. 607.
8. ↑  Tobias 1979, tr. 197–198.
9. ↑  Birkenmeier 2002, tr. 58; Haldon 2001, tr. 128–129; Tobias 1979, tr. 198, 200.
10. ↑  Haldon 2001, tr. 128; Tobias 1979, tr. 199–200.
11. ↑  Birkenmeier 2002, tr. 57–58; Haldon 2001, tr. 128–129; Tobias 1979, tr. 200–201.
12. ↑  Birkenmeier 2002, tr. 58–59; Haldon 2001, tr. 129; Tobias 1979, tr. 200–202.
13. ↑  Birkenmeier 2002, tr. 59; Haldon 2001, tr. 129; Tobias 1979, tr. 202–204, 208.
14. ↑  Haldon 2001, tr. 129; Tobias 1979, tr. 204.
15. ↑  Haldon 2001, tr. 129–130; Tobias 1979, tr. 206.
16. ↑  Haldon 2001, tr. 130; Tobias 1979, tr. 208–209.
17. ↑  Haldon 2001, tr. 130; Tobias 1979, tr. 209.
18. 1 2  Haldon 2001, tr. 130; Tobias 1979, tr. 209–211.
19. ↑  Birkenmeier 2002, tr. 56; Treadgold 1997, tr. 610.
20. ↑  Kazhdan 1991, tr. 331; Skoulatos 1980, tr. 222–223.
21. ↑  Kazhdan 1991, tr. 331; Skoulatos 1980, tr. 224–232.